# Mulloidichthys mimicus
 Mulloidichthys mimicus  és una espècie de peix de la família dels múl·lids i de l'ordre dels perciformes.

## Morfologia
Els mascles poden assolir els 30 cm de longitud total.

## Distribució geogràfica
Es troba a les Seychelles i a les Illes Marqueses.